# El Periódico Mediterráneo
El Periódico Mediterraneo és un periòdic en castellà, el més venut en la Província de Castelló (País Valencià). Va ser fundat en 1938 i des de 2019 pertany a Prensa Ibérica.

## Història
El diari Mediterraneo neix en 1938 a l'adquirir les instal·lacions del Diario de Castellón (fundat en 1924). Fins a 1977 el periòdic va pertànyer a la cadena de la Prensa del Movimiento i a partir de llavors s'integra en el nou organisme Medios de Comunicación Social del Estado. Per la direcció del diari van passar successivament Carlos Briones González, José María Marcelo, Luis Herrero i José Luis Torró.
En 1984 el mitjà es privatitza i la societat PECSA (Promociones y Ediciones Culturales), adquireix el periòdic. En 1992 entra en l'accionariat el Grupo ZETA, nomenant director a Jesús Montesinos i produint-se la transició del diari cap a la seva integració en el holding multimèdia.
En 2005 Jesús Montesinos és substituït en el càrrec per José Luis València que té com a objectiu principal consolidar la posició dominant d'El Periódico Mediterraneo en el mercat editorial i de premsa a Castelló i d'ampliar l'oferta editorial de PECSA. El diari està clarament destinat a la gent de Castelló i la resta de la Província, alguna cosa que podem detectar amb el simple fet d'analitzar el repartiment de l'espai, ja que el 70% de les notícies fan referència a aquest àmbit territorial, no solament en les seccions que específicament es refereixen a la comarca, sinó en totes les que componen el periòdic Mediterraneo.
El 2019 va ser adquirit per Prensa Ibérica que va pagar el deute del Grupo Zeta, que va adquirir en diari en 1992, i que va ser el darrer accionista majoritari.

## Seccions
Tema del dia. La primera fulla es dedica a un tema en concret, que és analitzat en profunditat per alguna veu autoritzada.
Llimonada-Taronjada. Secció típica que ressalta o "castiga" als personatges públics que han estat més o menys encertats. El seu nom juga amb la importància dels cítrics a la Província de Castelló.
Castelló. El gruix diari de la publicació es destina a la capital, (unes 20 o 22 fulles els diumenges).
Vila-real: Dedicació espeicifica també, però molt menys detallada. Les informacions són menys abundants, encara que el diari té una forta presència en aquesta ciutat.
Comarques. Informacions relacionades amb la resta de les comarques.
Comunitat Valenciana. La resta de la Comunitat: Alacant i, sobretot, València.
Successos: La majoria de notícies estan igualment vinculades a Castelló.
Nacional: Sempre present en el periòdic, però sense un desplegament excessiu.
Internacional.
Economia: Igual que les altres seccions, sempre referent a Castelló.
Esports. Predominen les informacions sobre el Vila-real *CF i el Club Esportiu Castelló.
Societat
Seccions especials
A fons. Anàlisi d'esdeveniments ocasionals.
L'entrevista del diumenge
L'informe del diumenge
El reportatge del diumenge.
Quaderns

## Suplements
Tots els dilluns el diari ve precedit per un suplement esportiu que, bàsicament, recull tot l'ocorregut a la província durant el cap de setmana. Fonamentalment centrat en el futbol, aquest suplement no ho trobem una vegada finalitza la competició de lliga.

## Revistes associades
Mensualment, el Mediterrani llança dues revistes a tot color: *Go! Castelló i Gent de *Castellon.
- Go!Castelló és una revista dedicada a l'oci i les festes a Castelló. Les seves informacions adopten habitualment forma de "*publi-reportatge". És una publicació que els locals d'oci de la ciutat aprofiten per anunciar-se.

Per la seva banda, la revista Gent de Castelló és la revista de societat de la comarca. En ella trobem celebracions, inauguracions i altres actes relacionats amb la societat.
Acostuma a recollir esdeveniments protagonitzats per la "classe alta" i les empreses més fortes de la província.

## Columnistes
Els columnistes més habituals són:
Miguel Pastor, escriptor.
Miriam Cambrer, amb la columna "La finestra de l'UJI".
Vicente Farnós.
Gemma Robles.
Begoña Arce.

## Edició digital
El periòdic Mediterrani té una pàgina web completa, que és molt útil per consultar informacions que no trobem a les pàgines d'àmbit estatal.
Sota el domini www.elperiodicomediterraneo.com, els ciutadans de Castelló que, per qualsevol motiu no es troben a la comarca, poden accedir a informacions específiques.
La seva estructura segueix la línia de l'edició impresa, encara que cal destacar que les informacions vinculades a la resta d'Espanya i Europa tenen una mica més de protagonisme en la web del diari.
En aquest sentit, trobem a faltar que el periòdic no tingui cap presència a les xarxes socials, ja que, de moment, no ha decidit crear cap compte en Twitter ni Facebook.